# Lista odcinków serialu American Crime
Poniżej znajduje się lista odcinków serialu telewizyjnego American Crime – emitowanego przez amerykańską stację telewizyjną ABC od 5 marca 2015 roku do 30 kwietnia 2017 roku Powstały trzy serię, które składają się łącznie z 29 odcinków. W Polsce serial jest emitowany od 8 marca 2016 roku przez FilmBox Premium.
| Sezon | Sezon | Odcinki | Oryginalna emisja | Oryginalna emisja | Oryginalna emisja   | Oryginalna emisja    | Oryginalna emisja |
| Sezon | Sezon | Odcinki | Premiera sezonu   | Finał sezonu      | Premiera sezonu     | Finał sezonu         |                   |
| ----- | ----- | ------- | ----------------- | ----------------- | ------------------- | -------------------- | ----------------- |
|       | 1     | 11      | 5 marca 2015      | 14 maja 2015      | 8 marca 2016        | 5 kwietnia 2016      |                   |
|       | 2     | 10      | 6 stycznia 2016   | 9 marca 2016      | 1 października 2016 | 29 października 2016 |                   |
|       | 3     | 10      | 12 marca 2017     | 30 kwietnia 2017  | brak danych         | brak danych          |                   |

## Sezon 1 (2015)
| Nr | #  | Tytuł          | Reżyseria         | Scenariusz          | Premiera         | Premiera        |
| -- | -- | -------------- | ----------------- | ------------------- | ---------------- | --------------- |
| 1  | 1  | Episode One    | John Ridley       | John Ridley         | 5 marca 2015     | 8 marca 2016    |
| 2  | 2  | Episode Two    | John Ridley       | John Ridley         | 12 marca 2015    | 8 marca 2016    |
| 3  | 3  | Episode Three  | Gloria Muzio      | John Ridley         | 19 marca 2015    | 15 marca 2016   |
| 4  | 4  | Episode Four   | Joshua Marston    | Diana Son           | 26 marca 2015    | 15 marca 2016   |
| 5  | 5  | Episode Five   | Hanelle Culpepper | Ernie Pandish       | 2 kwietnia 2015  | 22 marca 2016   |
| 6  | 6  | Episode Six    | Nicole Kassell    | Davy Perez          | 9 kwietnia 2015  | 22 marca 2016   |
| 7  | 7  | Episode Seven  | Sam Miller        | Stacy A. Littlejohn | 16 kwietnia 2015 | 29 marca 2016   |
| 8  | 8  | Episode Eight  | Rachel Morrison   | Julie Hébert        | 23 kwietnia 2015 | 29 marca 2016   |
| 9  | 9  | Episode Nine   | Jessica Yu        | Keith Huff          | 30 kwietnia 2015 | 5 kwietnia 2016 |
| 10 | 10 | Episode Ten    | Millicent Shelton | Sonay Hoffman       | 7 maja 2015      | 5 kwietnia 2016 |
| 11 | 11 | Episode Eleven | John Ridley       | John Ridley         | 14 maja 2015     | 5 kwietnia 2016 |

## Sezon 2 (2016)
| Nr | #  | Tytuł                     | Reżyseria        | Scenariusz          | Premiera         | Premiera             |
| -- | -- | ------------------------- | ---------------- | ------------------- | ---------------- | -------------------- |
| 12 | 1  | Season Two: Episode One   | John Ridley      | John Ridley         | 6 stycznia 2016  | 1 października 2016  |
| 13 | 2  | Season Two: Episode Two   | Clement Virgo    | John Ridley         | 13 stycznia 2016 | 1 października 2016  |
| 14 | 3  | Season Two: Episode Three | Gregg Araki      | Sonay Hoffman       | 20 stycznia 2016 | 8 października 2016  |
| 15 | 4  | Season Two: Episode Four  | Julie Hébert     | Kirk A. Moore       | 27 stycznia 2016 | 8 października 2016  |
| 16 | 5  | Season Two: Episode Five  | Rachel Morrison  | Davy Perez          | 3 lutego 2016    | 15 października 2016 |
| 17 | 6  | Season Two: Episode Six   | Jessica Yu       | Stacy A. Littlejohn | 10 lutego 2016   | 15 października 2016 |
| 18 | 7  | Season Two: Episode Seven | John Ridley      | John Ridley         | 17 lutego 2016   | 22 października 2016 |
| 19 | 8  | Season Two: Episode Eight | Kimberly Peirce. | Keith Huff          | 24 lutego 2016   | 22 października 2016 |
| 20 | 9  | Season Two: Episode Nine  | James Kent       | Julie Hébert        | 2 marca 2016     | 29 października 2016 |
| 21 | 10 | Season Two: Episode Ten   | Nicole Kassell   | Diana Son           | 9 marca 2016     | 29 października 2016 |

## Sezon 3 (2017)
| Nr | # | Tytuł                       | Reżyseria        | Scenariusz                               | Premiera         | Premiera     |
| -- | - | --------------------------- | ---------------- | ---------------------------------------- | ---------------- | ------------ |
| 22 | 1 | Season Three: Episode One   | So Yong Kim      | John Ridley                              | 12 marca 2017    | nieemitowany |
| 23 | 2 | Season Three: Episode Two   | Julie Hébert     | John Ridley                              | 19 marca 2017    | nieemitowany |
| 24 | 3 | Season Three: Episode Three | Victoria Mahoney | Janine Salinas Schoenberg, Moisés Zamora | 26 marca 2017    | nieemitowany |
| 25 | 4 | Season Three: Episode Four  | Steph Green      | Sonay Hoffman                            | 2 kwietnia 2017  | nieemitowany |
| 26 | 5 | Season Three: Episode Five  | Tanya Hamilton   | Keith Huff                               | 9 kwietnia 2017  | nieemitowany |
| 27 | 6 | Season Three: Episode Six   | Ramsey Nickell   | Steve Harper                             | 16 kwietnia 2017 | nieemitowany |
| 28 | 7 | Season Three: Episode Seven | John Krokidas    | Kirk A. Moore                            | 23 kwietnia 2017 | nieemitowany |
| 29 | 8 | Season Three: Episode Eight | Jessica Yu       | Julie Hébert                             | 30 kwietnia 2017 | nieemitowany |